# 와다야마정
와다야마정(和田山町)은 효고현 중북부에 있던 정이며, 아사고군에 속했다. 다지마 현민국 관내의 관활구역이였다.
2005년 4월1일에 아사고군 이쿠노정, 아사고정, 산토정과 합병해 아사고시가 되었기 때문에 소멸하였다.

## 지리
효고현 북부지방은 '타지마'로 불리며 효고현 면적의 약 4분의 1을 차지한다. 타지마는 「기타타마」와「미나미타마」로 양분되지만, 미나미타마의 중심에 있는 것이 와다야마쵸이다.
JR 산인 본선과 하리타 선이 교차하고 국도 9호와 국도 312호가 만나는 교통의 요충지.동쪽은 교토부 아마다군 야쿠노 정(현재는 후쿠치야마 시)과 아사쿠 군(현재는 아사쿠시) 산토 정, 서쪽은 요부 시(요부 정, 야쓰카 정, 오야 정, 세키미야 정이 2004년 4월에 합병), 남쪽은 효고현 아사쿠노 군(현재는 아사쿠시) 아사쿠라 정과 요부 시(2005년 4월에 도요오카 시, 죠자키 정, 다케노 정, 히다카이시 정이 합병) 데이시 정과 동시에 접한다.

## 역사
- 1889년 4월 1일 - 정촌제 시행과 함께 7개 촌의 구역을 확장해 히라타촌(枚田村)이 성립하였다.
- 1930년 4월 10일 - 정으로 승격해 와다야마정이 되었다.
- 1955년 3월 31일 - 도가촌과 합병해 새로운 와다야마정이 성립하였다.
- 1956년 9월 30일 - 다케다정, 야부군 난단정과 합병해 새로운 와다야마정이 성립하였다.
- 2005년 4월 1일 - 이쿠노정, 아사고정, 산토정과 합병해 아사고시가 성립하였다. 동일 와다야마정은 폐지되었다.

## 교통

### 철도
- 서일본 여객철도
  - 산인 본선
  - 반탄 선

### 도로
- 국도 9호선
- 국도 제312호선 (일본)(일본어판)